# Constantin Croitoru
Constantin Croitoru (n. 5 mai 1952, Dițești, Prahova) este un general român de aviație, care a îndeplit  funcția de șef al Statului Major al Forțelor Aeriene Române (2007-2009).

## Biografie
Constantin Croitoru s-a născut la data de 5 mai 1952, în comuna Dițești (județul Prahova). A absolvit Școala Militară de Ofițeri de Aviație, specialitatea piloți în anul 1974, fiind avansat la absolvire la gradul de locotenent. Între anii 1974-1981, a fost pilot, pilot șef și comandant de patrulă la Regimentul 57 Aviație Vânătoare. În această perioadă, a fost înaintat la gradele de locotenent major (1977) și căpitan (1981).
Între anii 1981-1983 a urmat cursurile Academiei de Înalte Studii Militare, secția aviație și apărare antiaeriană. După o perioadă de un an în care a revenit comandant de patrulă la Regimentul 57 Aviație, căpitanul Croitoru a fost numit în funcția de instructor șef la Divizia 70 Aviație (1984-1990). În anul 1986 a fost înaintat la gradul de maior de aviație.
După Revoluția din decembrie 1989, și-a desăvârșit pregătirea militară, urmând un curs postacademic de comandanți de brigăzi (regimente) (1993), un curs de perfecționare în conducerea strategică (1996), un curs de limbă engleză la Academia de Înalte Studii Militare (2000), Colegiul Național de Apărare (2001), un curs de limba engleză în Canada (2002), un curs pentru pregătirea personalului didactic la București (2006) și un curs de nivel înalt cu tema "Securitate și bună guvernare" organizat de Colegiul Național de Apărare (2006).
Avansat la gradul de locotenent colonel în anul 1990, Constantin Croitoru a devenit instructor de zbor la Comandamentul Aviației Militare (1990-1993) și apoi ofițer 1 birou pregătire metodică la Statul Major al Aviației și Apărării Antiaeriene (1993-1994).
În anul 1994 este înaintat la gradul de comandor și ca urmare a absolvirii unui curs de comandanți, este trecut la funcții de comandă. Îndeplinește funcțiile de locțiitor al comandantului pentru zbor la Divizia 70 Aviație (1994-1995), locțiitor al comandantului pentru zbor la Corpul 1 Aviație și Apărare Antiaeriană “Siret” (1995-1998), locțiitor serviciu doctrină și instrucție la Statul Major al Forțelor Aeriene (1998-2000) și apoi șef de stat major la Divizia 1 Aeriană “Siret” (2000-2001).
Comandorul Constantin Croitoru a fost înaintat la gradul de general de flotilă aeriană (cu 1 stea) la 29 noiembrie 2001 , apoi la cel de general-maior (cu 2 stele) la 25 octombrie 2004 . Este numit apoi în funcțiile de comandant al Bazei 90 Transport Aerian de la Otopeni (2001-2002), comandant al Diviziei 1 Aeriene (2002-2003), comandant al Comandamentului Operațional Aerian Principal (1 noiembrie 2003 - 1 martie 2005), șef al Direcției Operații (1 martie - 1 iulie 2005) și apoi director adjunct în Statul Major General (1 iulie 2005 - 18 ianuarie 2006).
Pe data de 18 ianuarie 2006, generalul-maior de aviație Constantin Croitoru a fost numit în funcția de director general al Direcției Generale de Informații a Apărării din cadrul Ministerului Apărării Naționale  , înlocuindu-l în această funcție pe generalul Sergiu Medar, care a devenit consilier prezidențial. Deși fusese propus în această funcție ca urmare a Hotărârii din 7 decembrie 2005 a Consiliului Suprem de Apărare a Țării, condus de președintele Traian Băsescu, timp de peste o lună, premierul Călin Popescu-Tăriceanu a refuzat să-i semneze decizia de numire în funcție. La 3 noiembrie 2006 a fost înaintat la gradul de general-locotenent de aviație (cu 3 stele).
La data de 15 martie 2007, generalul-locotenent de aviație Constantin Croitoru a fost numit în funcția de șef al Statului Major al Forțelor Aeriene Române, potrivit unui ordin al ministrului apărării, Sorin Frunzăverde.
Generalul Constantin Croitoru are o experiență de zbor considerabilă, acumulând până în prezent un număr de 1500 ore de zbor pe diferite tipuri de avioane și elicoptere (MiG-15, MiG-21 LanceR, MiG-29, HONG-5, IAR-316).
Este căsătorit și are un fiu. Are ca pasiuni baschetul și înotul.